# موتور امیر نارویی
موتور امیر نارویی یک منطقهٔ مسکونی در ایران است که در دهستان جلگه چاه هاشم واقع شده‌است. موتور امیر نارویی ۲۸ نفر جمعیت دارد.